# Frank Richter
Frank Richter (n. 22 septembrie 1964, Hannover, RFG) este un canotor ce a reprezentat Germania, medaliat olimpic. A participat la 2 ediții ale Jocurilor Olimpice (1992, 1996) în care a câștigat o medalie de argint și o medalie de bronz.